# ニコポル
座標: 北緯43度42分 東経24度54分 / 北緯43.700度 東経24.900度

ニコポル
Никополニコポル ブルガリア内のニコポルの位置

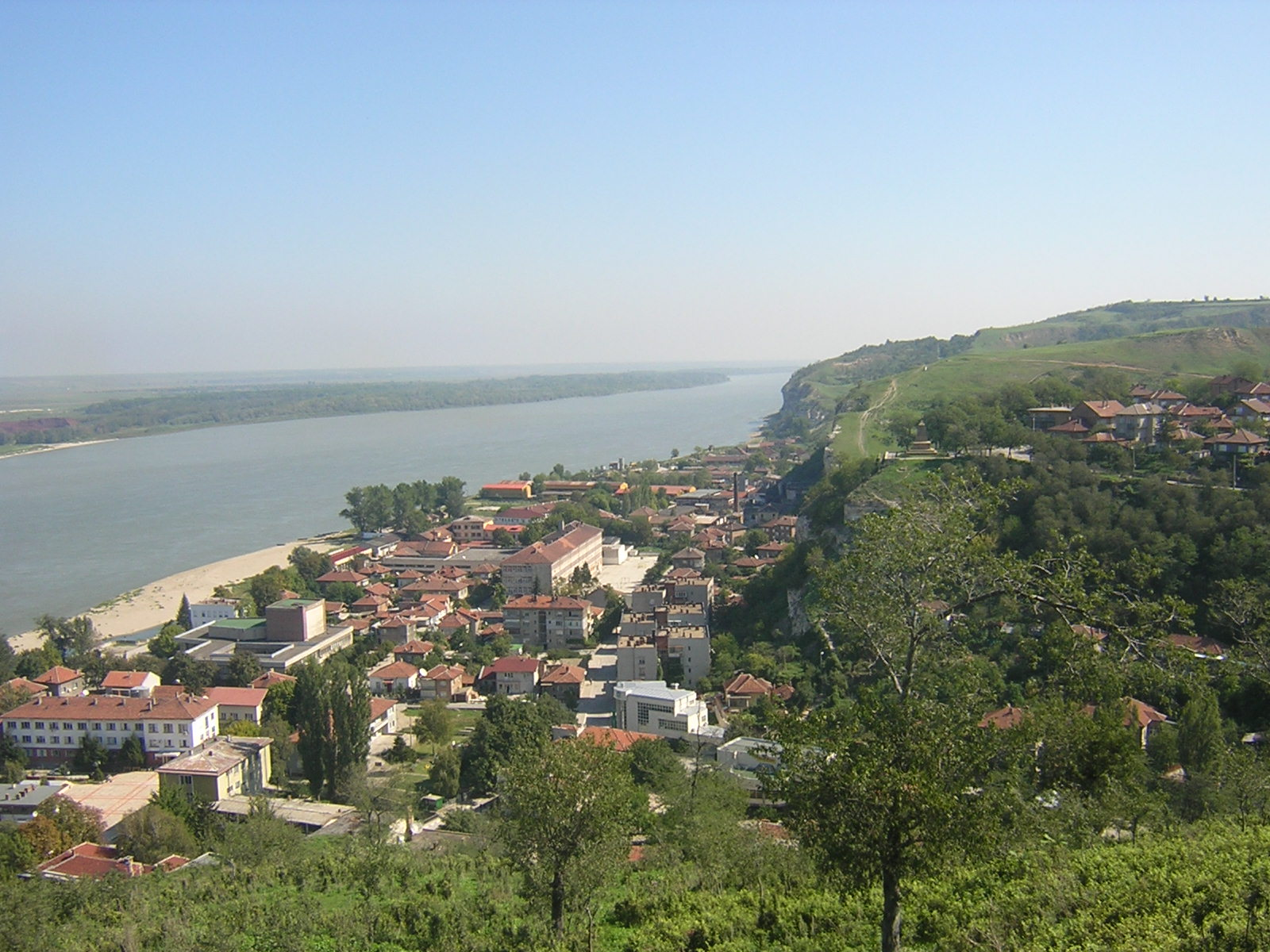
要塞から見たニコポルの町とドナウ川

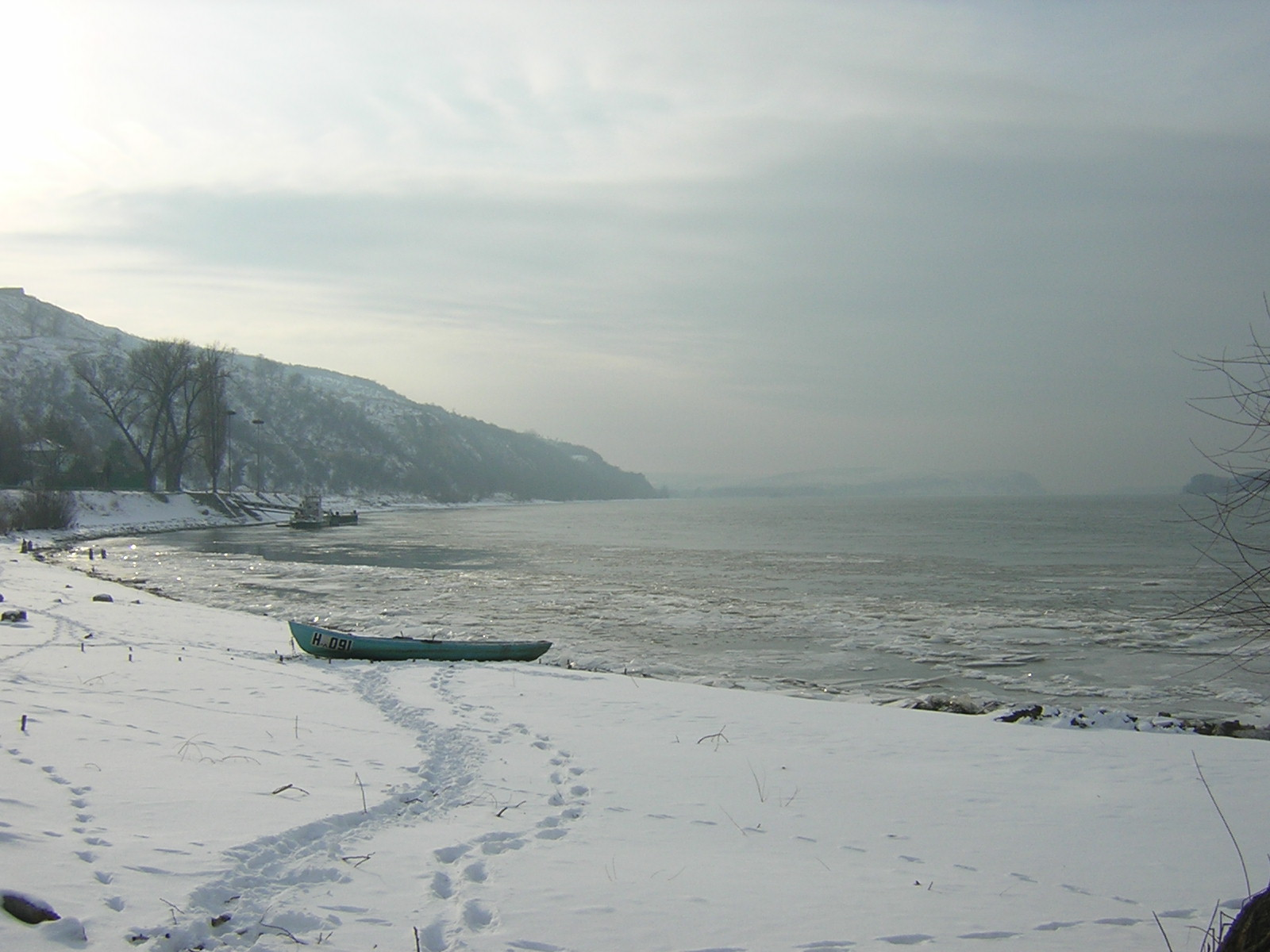
ニコポルから見た冬のドナウ川

ニコポル（ブルガリア語: Нико̀пол / Nikopol）はブルガリア北部の町、およびそれを中心とした基礎自治体。プレヴェン州に属する。歴史的な呼称は古代ギリシャ語のニコポリス（ギリシア語: Νικόπολις）、ラテン語のニコポリス（ラテン語: Nicopolis）がある。ドナウ川の右岸にあり、オスム川（Осъм / Osam）の河口より4キロメートル下流にある。町は、ドナウ川に沿った急峻な白亜質の崖の下の土地から、南に伸びる細い渓谷に沿って広がっている。

## 歴史
古代ローマ時代、この地はモエシア属州に属しており、169年には文献に記録されている。ローマ帝国の衰退後は、東ローマ帝国の北限の町となった。1059年、ギリシャ語で「勝利の町」を意味する「ニコポリス」の名が与えられた。中世のほとんどの間、町はブルガリア帝国の領域に属した。1393年のタルノヴォ陥落の後、ブルガリア帝国の最後の皇帝イヴァン・シシュマンは、残された帝国の所領をこのニコポリスの要塞で守っていたが、同地は1395年にオスマン帝国に制圧され、皇帝は捕らえられた。このためニコポルは、このブルガリア帝国の最後の2年間、事実上の首都であったといわれる。また、ニコポルは中世最後の大規模な十字軍による、1396年のニコポリスの戦いの場である。ニコポリスの要塞では、ハンガリーのジギスムントやフランスの騎士らによって構成されるヨーロッパのキリスト教諸国の連合軍が、オスマン帝国のバヤズィト1世と、セルビア人の同盟者ステファン・ラザレヴィッチ (Stefan Lazarević) によって打ち負かされた。
オスマン帝国統治下では、ニコポルは強固な要塞を持つ重要な軍事・統治拠点として開発が進められ、経済的、精神的、政治的に繁栄したが、17世紀から18世紀にかけて衰退した。ニコポルは地区 (kaza) の中心であったが、その地位はプレヴェンに取って代わられた。ニコポルは1877年のニコポルの戦い (Battle of Nikopol) でロシア帝国軍に制圧された。ローマ・カトリック教会のニコポリ司教区 (Roman Catholic Diocese of Nicopoli) はブルガリア北部全域を管轄しており、歴史的にニコポルに司教座が置かれていたが、後にルセに移された。

## 現代
ニコポルには2008年の時点で4,255人が居住している。ニコポルはニコポル自治体の中心であり、自治体の行政サービスの中心を担っている。カーフェリーの接岸施設が建造中であり、完成すれば対岸にあるルーマニアのトゥルヌ・マグレレと結ばれる。ニコポルは2006年ヨーロッパ洪水 (2006 European floods) によって部分的に浸水の被害を受けた。

## 姉妹都市
- シャーフトィ (Shakhty)、ロシア

## ニコポルに関連のある人物
- イヴァン・シシュマン (Ivan Shishman of Bulgaria)、第二次ブルガリア帝国の最後の皇帝で、1395年にニコポルで斬首された
- ジャン・ド・ヴィーヌ (Jean de Vienne)、フランスの将軍で騎士（1341年 - 1396年）、ニコポルで死去
- ジャン・ド・カルージュ (Jean de Carrouges)、フランスの騎士（1330年代 - 1396年）、ニコポルで死去

## ニコポルにちなんだ命名
- 南極大陸、サウス・シェトランド諸島のリヴィングストン島にあるニコポル岬 (Nikopol Point) は、ニコポルにちなんで命名された

## 町村
ニコポル基礎自治体（Община Никопол）にはその中心であるニコポルをはじめとする、以下の町村（集落）が存在している。
| - Никопол - Новачене - Муселиево - Въбел - Дебово - Драгаш войвода - Черковица | - Бацова махала - Санадиново - Лозица - Асеново - Любеново - Евлогиево - Жернов |